# Hemimorfita
La hemimorfita, antiguamente conocida como calamina, es un mineral del grupo de los silicatos, subgrupo sorosilicatos. Calamina en realidad no es un sinónimo; es el término que usaban los mineros para designar la mezcla que aparecía frecuentemente de hemimorfita, smithsonita e hidrozincita, en la parte alta de las minas de zinc.
Es un hidroxisilicato de zinc hidratado, con aspecto de cristales largos dispuestos en costras radiadas, normalmente blancas, pero es frecuente en costras masivas de tonalidades verde o azul intenso.
Fue denominado hemimorfita debido al desarrollo hemimórfico de sus cristales. Esta inusual forma de cristalización hace que los cristales terminen en caras desiguales.

## Historia
La palabra hemimorfita es una combinación de las palabras griegas ἡμι- hémi  y μορφή [morpʰɛ̌] morphé, forma, por lo que significa 'media figura'. Este término fue acuñado en 1853 por Gustav Adolf Kenngott.
Bajo la designación en jerga minera de Kieselzinkerz, el mineral ya era conocido por lo menos desde 1823 por J. F. August Breithaupt y anteriormente con el engañoso nombre de Galmei (calamina). Para distinguir la calamina noble smithsonita, James L. M. Smithson la designó Kieselgalmei en 1802.
La localidad tipo es el distrito minero de Băița  (húngaro: Rézbánya) en el condado de Bihor, en Rumanía.

## Ambiente de formación
Se encuentra formando vetas y lechos en rocas calizas estratificadas, en la zona de oxidación de sulfuros de zinc y de plomo, asociada a smithsonita, cerusita, anglesita, galena y esfalerita.

## Localización y extracción
Se han encontrado bellas cristalizaciones en minas de Chihuahua (México), Bélgica, Austria, Gran Bretaña, Argelia y Estados Unidos. En España es frecuente encontrar hemimorfita en la cuenca minera del zinc de Asturias y Cantabria. En general, abunda en todos los yacimientos de zinc, plomo y plata del mundo.
Industrialmente se extrae en las minas como mena del zinc, siendo de gran rentabilidad económica su explotación, pues contiene más de un 54% de zinc.

## Galería de imágenes

Ejemplares de hemimorfita
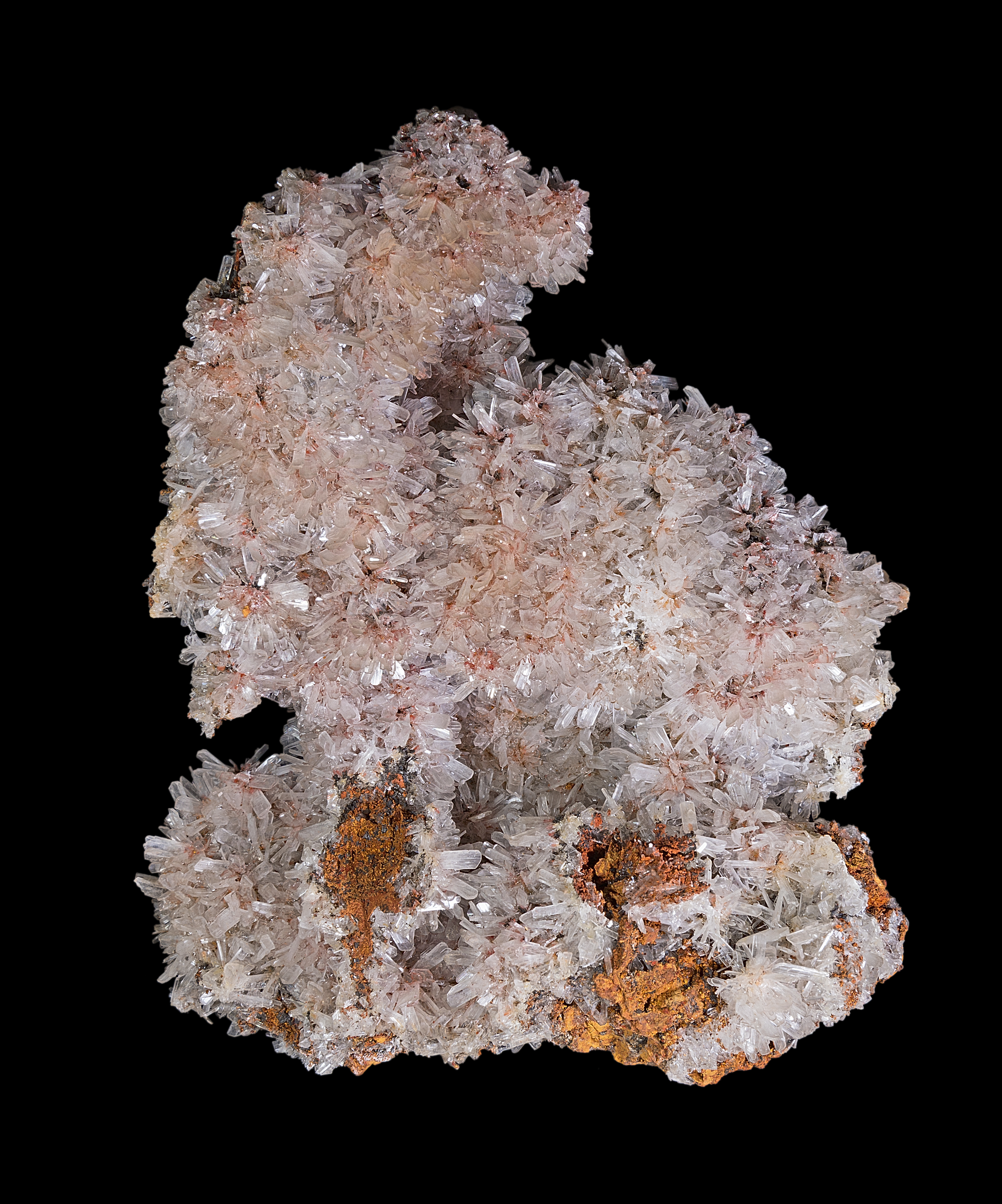
Hemimorfita de Mapimi, Durango, México
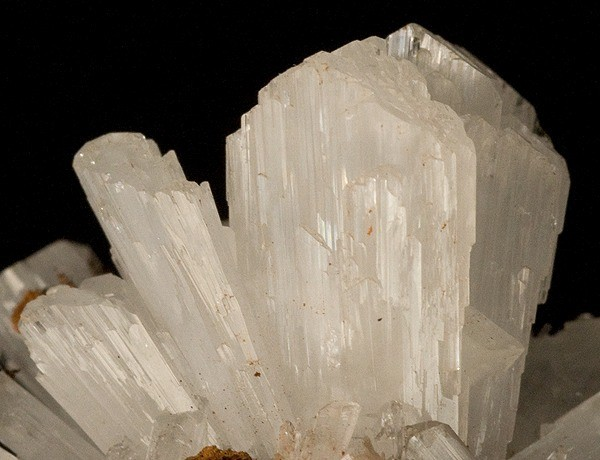
Hemimorfita "spray" de cristales de Durango, México(2.9 x 2.1 x 2.0 cm)
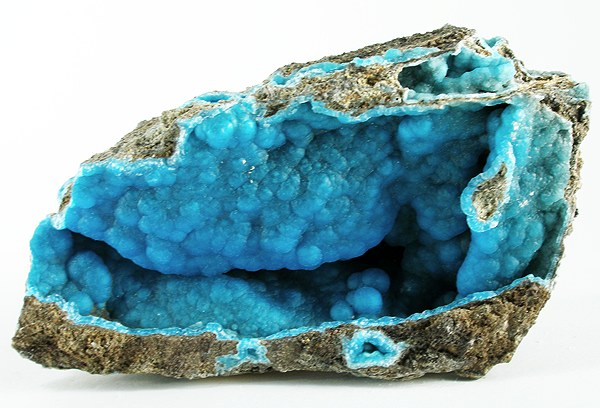
Hemimorfita azul de Wenshan, provincia de Yunnan , China (9.2 x 4.8 x 3.1 cm)
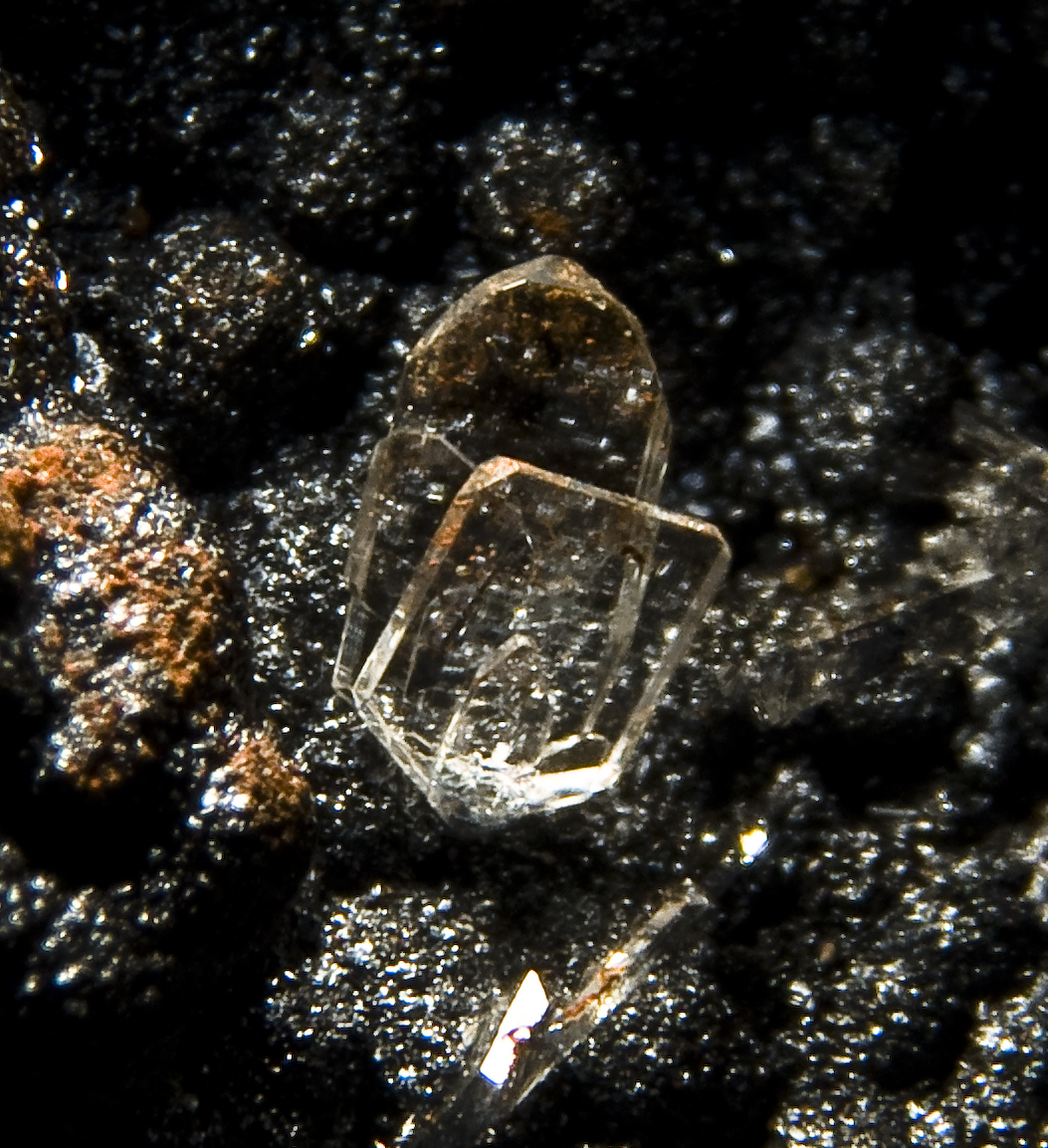
Dos cristales de hemimorfita de la mina "Ojuela", en Mapimí (cristales ≃1 mm)